# Kate Schellenbach
Kate Schellenbach (New York, 5 gennaio 1966) è una batterista statunitense, membro originario e cofondatrice del gruppo dei Beastie Boys.

## Biografia
Katherine Ann Schellenbach, più semplicemente chiamata Kate, cresce nel quartiere di Manhattan, dove conosce, ancora molto giovane, Adam Yauch e Michael Diamond: tra di loro nasce presto una grande amicizia, che li porta, nel 1979, a formare un gruppo, i The Young Aborigenes, nome successivamente cambiato in Beastie Boys. Il gruppo suonava a quel tempo musica hardcore punk, genere di grande successo alla fine degli anni settanta, sotto la spinta del successo di band quali, per esempio, i Ramones ed i Bad Brains. I componenti erano:
- John Berry - chitarra
- Michael Diamond - voce
- Kate Schellenbach - batteria
- Adam Yauch - basso.

Dopo il grande successo riscosso nell'ambiente underground newyorchese, il gruppo registra il primo EP nel 1982 intitolato Pollywog Stew. L'anno successivo viene registrato un altro EP, dal titolo Cooky Puss, opera che coincide con l’esordio di Adam Horovitz nella band in sostituzione di John Berry. Il 1984 invece, è l'anno di abbandono del gruppo da parte di Kate, che intravede una vera e propria rivoluzione all'interno della band, che proprio l'anno precedente aveva registrato il primo pezzo hip hop. Kate si rende conto che non c'è più posto per lei, e, di comune accordo con il futuro trio, decide di lasciare la band.
Negli anni successivi fa comunque qualche ricomparsa, come nel 1992, quando, in occasione del Check your Head tour, è chiamata per suonare la batteria nei pezzi risalenti all'inizio degli anni ottanta.

## Lontano dalle origini
Negli anni novanta partecipa ad alcuni progetti musicali, ma senza successo; si ricordano due tentativi in particolare:
- quello dei Wench, che andò in rovina dopo pochi mesi;
- quello degli Hagatha, anch'esso caduto nel dimenticatoio.

La sua esperienza più nota rimane quella del 1992, quando collabora, come batterista, con il gruppo dei Luscious Jackson in occasione dell'uscita del loro terzo album, Fever in fever out, che ottenne un buon successo grazie anche ai continui passaggi dei loro video su MTV.